# Кавказ (Амурская область)
Кавка́з — село в Михайловском районе Амурской области, Россия.
Входит в Воскресеновский сельсовет.

## География
Село Кавказ стоит на правом берегу реки Куприяниха (левый приток Амура).
Село Кавказ расположено к югу от административного центра Воскресеновского сельсовета села Воскресеновка, расстояние — 11 км.
На юг от села Кавказ идёт дорога к сёлам Шадрино и Чесноково.
Расстояние до районного центра Поярково — 33 км (через Шадрино).

## Инфраструктура
Сельскохозяйственные предприятия Михайловского района.

## Население
| 2002 | 2010 | 2012 | 2013 | 2014 | 2015 | 2016 |
| ---- | ---- | ---- | ---- | ---- | ---- | ---- |
| 101  | ↘88  | ↘85  | ↘77  | ↗79  | ↗80  | ↘69  |
| 2017 | 2018 |      |      |      |      |      |
| ↘65  | ↘64  |      |      |      |      |      |